# Stiefel (Trinkgefäß)

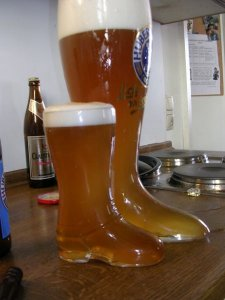
Zwei Stiefel mit Weizenbier

Der Stiefel als Trinkgefäß ist ein stiefelförmiges Glas mit meist zwei Litern Inhalt. Häufig wird aus dem Stiefel Bier oder Goaßmaß getrunken. Aufgrund seiner Größe, die von einem halben bis zu fünf Litern variiert, wird aus einem Stiefel meist nur in Gruppen getrunken und ist so bei Jugendlichen im Zusammenhang mit Trinkspielen beliebt. In einigen Gebieten Hessens ist der Stiefel auch als Turiner Zylinder bekannt.

## Fertigung

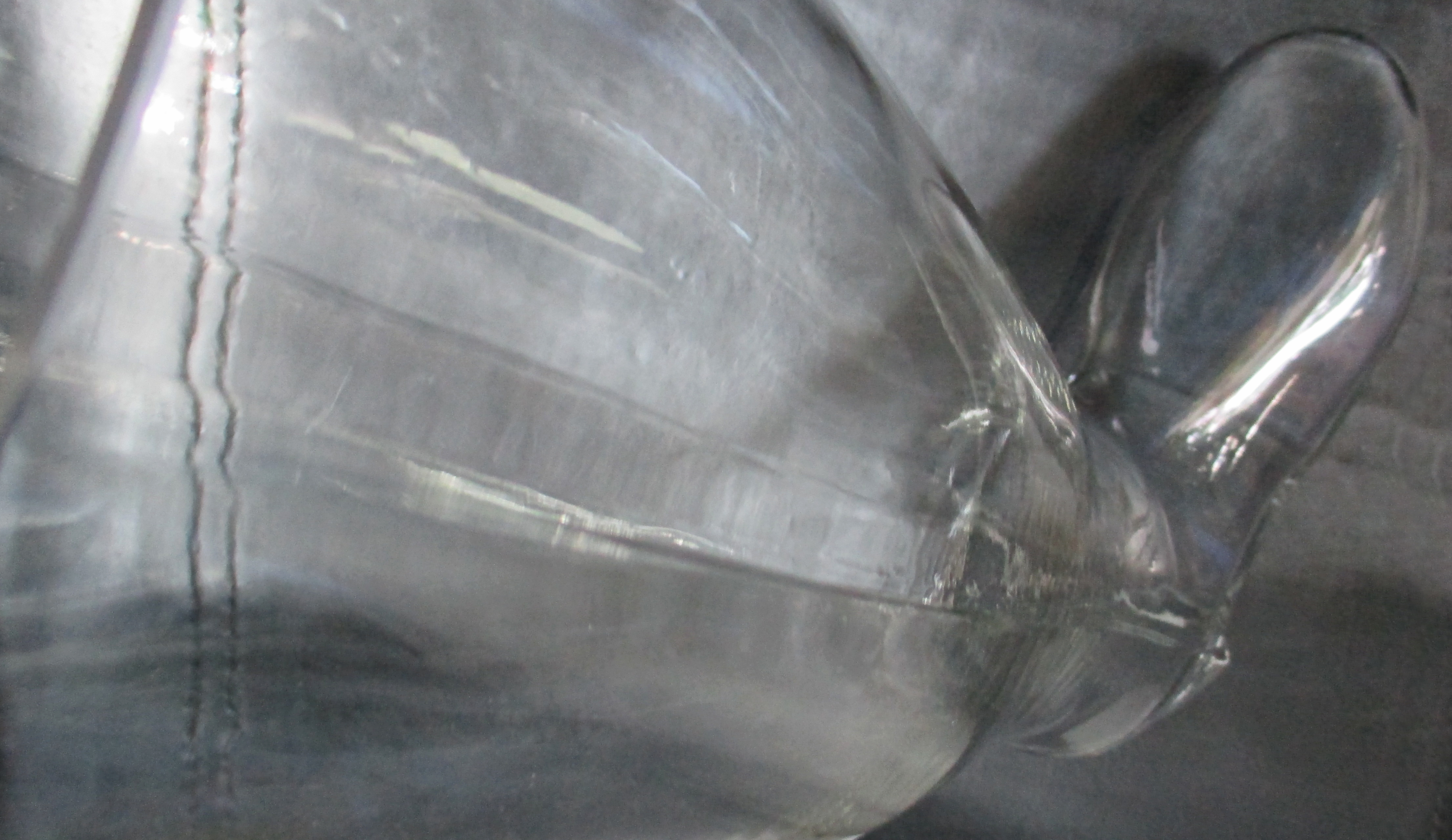
Bier-Stiefel – 2,5 Liter – DDR – Pressglas

Ein Stiefel wird wegen seiner komplexen Form oft mundgeblasen oder aus Pressglas hergestellt.

## Herkunft
Schuh- oder Stiefelförmige Trinkgefäße haben eine lange Tradition, frühe Belege stammen beispielsweise aus der Urnenfelderzeit aus dem Unterhautzenthal bei Korneuburg in Niederösterreich oder aus dem Grab des Keltenfürsten vom Glauberg. In Kleinasien wurden Trinkgefäße in Form von Schnabelschuhen entdeckt, die bis ins frühe 2. Jahrtausend v. Chr. zurückreichen. Schuhgefäße aus dem frühen 1. Jahrtausend v. Chr. wurden in Aserbaidschan, Armenien und an Fundorten Urartus (im Bereich des Vansees) entdeckt.
Schon im Mittelalter gab es diese besondere Glasform, für die die Bezeichnung Guttrolf wie für jede Art geschwungen geformtes Glas geläufig war. Die Form des Glases stammt von echten Stiefeln, wie sie bis ins 19. Jahrhundert im Militär getragen wurden, aus denen zur Strafe (Mensurstiefel) oder auch als Mutprobe getrunken wurde. Von dort wurde der Brauch auch durch Studentenverbindungen weiter verbreitet.

## Besonderheit beim Trinken
Aufgrund der Größe und des Volumens wird er meist reihum gereicht. Die Schwierigkeit beim Trinken aus dem Stiefel besteht darin, dass sich ein Unterdruck bildet, sobald nur noch der Fußbereich mit Flüssigkeit gefüllt ist. Wer es dann versäumt, den Unterdruck durch gleichmäßiges Drehen des Glases während des Trinkens auszugleichen, dem schießt plötzlich das Bier aus dem Glas entgegen.
Allerdings wird das Drehen nicht gern gesehen, vielmehr sollte man an diesem kritischen Punkt angemessene Vorsicht walten lassen und langsam trinken.

## Trinkspielregeln
Es gibt zahlreiche, lokal variierende Regeln im Umgang mit dem Stiefel, so zum Beispiel, dass der Vorletzte in der Runde, der aus dem Stiefel trinkt, die nächste Runde zahlt. Eine andere Sitte ist, dass derjenige, dem aus Unvorsichtigkeit das Bier ins Gesicht schießt, die nächste Runde zahlt oder den restlichen Inhalt auf Ex leert. Oft wird vor und nach dem Trinken auch ein Abschlagen des Stiefels, manchmal auch des Tisches verlangt. Bei der so genannten „fliegenden Maß“ darf man nicht auf dem Tisch absetzen. Wer dies vergisst und den Stiefel abstellt, darf auch die nächste Runde zahlen.